# Ministère de la Recherche et de l'Enseignement supérieur
Pour les articles homonymes, voir ministère de l'Enseignement.
Le ministère de la Recherche et de l'Enseignement supérieur (en allemand : Ministerium für Forschung und Hochschulwesen et en luxembourgeois : Ministère fir Fuerschung a Héichschoul) est le département ministériel responsable de l'enseignement supérieur et de la recherche.
Il est dirigé, depuis le 17 novembre 2023, par la libérale Stéphanie Obertin.
Le siège central du ministère se situe au 18-20 montée de la Pétrusse, à Luxembourg.

## Titulaires depuis 2009
| Nom                                                                                               | Nom | Nom               | Dates du mandat | Dates du mandat | Parti | Gouvernement(s)      |
| ------------------------------------------------------------------------------------------------- | --- | ----------------- | --------------- | --------------- | ----- | -------------------- |
| Ministère de la Culture, de l'Enseignement supérieur et de la Recherche (07/08/1999 – 23/07/2009) | |                   |                 |                 |       |                      |
|                                                                                                   | | François Biltgen  | 23/07/2009      | 30/04/2013      | CSV   | Juncker-Asselborn II |
|                                                                                                   | | Martine Hansen    | 30/04/2013      | 04/12/2013      | CSV   | Juncker-Asselborn II |
|                                                                                                   | | Claude Meisch     | 04/12/2013      | 17/11/2023      | DP    | Bettel I et II       |
|                                                                                                   | | Stéphanie Obertin | 17/11/2023      | en cours        | DP    | Frieden              |
|                                                                                                   | Dans l'intervalle entre deux mandats, le ministre sortant assure la gestion des affaires courantes. Titres successifs : - Depuis 2009 : Enseignement supérieur et Recherche |                   |                 |                 |       |                      |